# Douglas (football, 1985)
Pour les articles homonymes, voir Douglas.
Douglas Marques dos Santos, plus communément appelé Douglas est un footballeur brésilien né le 18 mai 1985 à São Paulo. Il évolue au poste de défenseur.

## Biographie
Douglas commence sa carrière à l'Atlético Paranaense. Il joue ensuite sous forme de prêt au Paulista Futebol Clube, à Joinville et à Santo André. Il évolue ensuite à Flamengo, à São Caetano, de nouveau à Santo André, puis au Grêmio Barueri. Il est champion de l'État de Rio de Janeiro en 2009 avec Flamengo.
En 2012, Douglas quitte son pays natal et s'en va jouer au Japon avec le club du Ventforet Kofu. Avec cette équipe, il est sacré champion de deuxième division.

## Palmarès
- Champion du Japon D2 en 2012 avec le Ventforet Kofu
- Vainqueur de la Coupe Rio en 2009 avec Flamengo
- Champion de l'État de Rio de Janeiro en 2009 avec Flamengo